# Kommunistische Partei Albaniens (1991)
Die Kommunistische Partei Albaniens (albanisch Partia Komuniste e Shqipërisë; PKSh) ist eine kommunistische und sich als antirevisionistisch und marxistisch-leninistisch bezeichnende politische Partei in Albanien.
Die PKSh ist 1991 als Abspaltung der Partei der Arbeit Albaniens, die sich später in Partia Socialiste e Shqipërisë umbenannt hat, gegründet worden. Die PKSh beruft sich auf Enver Hoxha, der von 1944 bis 1985 der Diktator der Sozialistischen Volksrepublik Albanien war.

## Geschichte
Die PKSh ist am 9. November 1991 zugelassen worden. Zu den Gründern zählt die Vereinigung Union der Freiwilligen – Enver Hoxha (albanisch Shokata ë Bashkimit Vullnetar – Enver Hoxha), die sich im Februar 1991 von der PPSh gelöst hat. Die PKSh erhielt bei den Parlamentswahlen 1992 0,5 % der Stimmen. Sie ist im Juli 1992 unter der ersten Regierung der Demokratischen Partei Albaniens verboten worden. Bald danach spaltete sie sich in zwei Fraktionen, die sich unter den Führungen Hysni Milloshis und Razi Brahimis heftig bekämpften. Letztere Gruppe hat am 5. Mai 1993 in ihrem Organ Jehona die Gründung einer neuen Partei bekanntgegeben. Vier ihrer führenden Mitglieder wurden 1995 zu mehrjährigen Haftstrafen verurteilt. Die PKSh wurde im April 1998 wieder zugelassen. 
Danach traten zwei weitere Gruppen in die Öffentlichkeit, die Kommunistische Partei des Wiederaufbaus (albanisch Partia Komuniste e Rindërtuar) Razi Brahimis und die Neue Partei der Arbeit Albaniens (albanisch Partia e Re e Punës së Shqipërisë) Agim Xhekas, welche im August 1998 offiziell zugelassen wurde. Beide Parteien vereinigten sich am 5. Juni 1999 zu der Partei der Vereinigten Kommunisten Albaniens (albanisch Partia e Komunistëve të Bashkuar të Shqipërisë) (PKBSh). Bei den Parlamentswahlen 2001 erhielten die PKSh und die PKBSh zusammen etwas mehr als 1 % der Stimmen. 
Die PKBSh verschmolz am 30. Juni 2002 mit einer Abspaltung der PKSh zur Partei der Arbeit Albaniens (albanisch Partia e Punës e Shqipërisë) (PPSh). PKSh und PPSh erhielten bei den Parlamentswahlen 2005 jeweils etwa 0,7 Prozent der Stimmen. Sie arbeiteten seit dem 4. November 2005 in dem Nationalen Zwischenparteilichen Komitee der Albanischen Kommunistischen Bewegung zusammen.
Am 28. Oktober 2006 vereinigten sie sich gemeinsam mit kleineren Gruppen zur Kommunistische Partei Albaniens unter der Leitung Hysni Milloshis, der bis zu seinem Tod im April 2012 Parteivorsitzender war. Die Website der PKSh ist deaktiviert worden. Bei den Parlamentswahlen  2017 hat die PKSh 1.026 Stimmen (etwa 0,1 Prozent der Stimmen) erhalten.